# 月宫宝盒 (1943年电影)
《月宫宝盒》（英語：Cabin in the Sky）是一部1943年美国音乐片，改编自1940年同名百老汇音乐剧。它是文森特·明内利执导的第一部故事片，演员全部为黑人，其中埃塞尔·沃特斯和雷克斯·英格拉姆也曾出演同名百老汇剧作。
2020年，它被美国国会图书馆选入國家影片登記表。

## 剧情
小乔（Little Joe）因欠下赌债被多米诺·约翰逊（Domino Johnson）杀害，临终前被天使复活，并被给予六个月的时间来救赎自己的灵魂，以得到进入天堂的机会。在“将军”（The General，天使）的暗中引导下，小乔抛弃陋习，成为了一个勤劳、慷慨、有爱心的丈夫。不幸的是，恶魔小路西法（Lucifer Jr.，撒旦的儿子）决心将小乔拖入地狱。路西法安排乔通过赢得彩票致富，并把拜金女乔治亚·布朗（Georgia Brown）介绍给他，引发乔和妻子佩图尼亚（Petunia）之间的不和。小乔抛弃妻子前往乔治亚州，开始纵情声色。
一天晚上，佩图尼亚到一家夜总会找到小乔和乔治亚，决心要找回丈夫。小乔为妻子和多米诺打了起来，佩图尼亚祈求上帝摧毁夜总会。一场旋风出现，夜总会变成了废墟，乔和妻子被多米诺枪杀后躺在废墟中，但将军告诉他，乔治亚受这场悲剧的影响，已将乔为她挥霍的所有钱都捐给了教堂。因此他仍然可以和妻子上天堂。
乔突然惊醒，原来他只是受了伤，并没有死，之前的都是梦。他决定从此改过自新。

## 歌曲
1. "Little Black Sheep" - 埃塞尔·沃特斯、合唱
2. "Old Ship of Zion" - 合唱
3. "Happiness is a Thing Called Joe" – 埃塞尔·沃特斯
4. "Cabin in the Sky" – 埃塞尔·沃特斯、埃迪·“罗彻斯特”·安德森
5. "Taking a Chance on Love" – 埃塞尔·沃特斯
6. "Life is Full of Consequence" - 莱娜·霍恩、埃迪·“罗彻斯特”·安德森
7. "Things Ain't What They Used To Be" - 艾灵顿公爵和其管弦乐团
8. "Going Up" - 艾灵顿公爵和其管弦乐团
9. "Shine" – 约翰·W·巴布斯
10. "Honey in the Honeycomb" – 莱娜·霍恩
11. "Honey in the Honeycomb (Reprise)" – 莱娜·霍恩、埃塞尔·沃特斯

### 被删除的歌
霍恩在洗泡泡浴时唱的“Ain't It the Truth”在上映前被删除。霍恩后来在纪录片中所说，在1943年，表现一名黑人妇女在浴缸里唱歌难以被大众接受。路易斯·阿姆斯特朗演奏的部分（非泡泡浴场景）也被删除，但录音幸存下来，于后来发行的电影原声带CD中重现。

## 评价
1940年代，许多美国电影院，尤其是美国南部的电影院，拒绝放映这部黑人主演的电影。1943年7月29日，在田纳西州普莱森特山，影片播放了30分钟后在当地治安官的命令下撤下。
埃塞尔·沃特斯因演唱“Happiness Is a Thing Called Joe”获奥斯卡最佳原创歌曲奖提名。